# November woods
November woods is een symfonisch gedicht gecomponeerd door Arnold Bax.
De inspiratie voor dit werk zou Bax gekregen hebben tijdens een wandeling in november in de bossen van Buckinghamshire; hij woonde toen in Beaconsfield. Bax gaf echter een toelichting dat het niet de situatie van het bos weergeeft, maar zijn eigen stemmingen. Het zou zijn turbulente leven weergeven in tijd van echtscheiding en de affaire met pianiste Harriet Cohen. De datering van het werk zou dat laatste weer tegenspreken. Bovendien vertoont de opening gelijkenis met de London Symphony van Ralph Vaughan Williams die in 1914 te horen was. Bax dateerde de meeste van zijn werken, maar bij dit werk bleef het gissen.
De première van het werk vond plaats onder leiding van collegacomponist en dirigent Hamilton Harty, die op 8 november 1920 leiding gaf aan het Hallé Orchestra, een van de orkesten van Manchester. De recensent van dienst Samuel Langford karakteriseerde het als "groots en eenvoudig qua concept"; hij vond invloeden van de muziek van Richard Wagner, maar dan binnen menselijke proporties.
Bax schreef het werk voor groot orkest, maar hielde orkestratie dun (weinig muziekinstrumenten tegelijkertijd). Het werk is eendelig, maar er zijn drie secties die verwijzen naar de sonatevorm. De eerste sectie in moderato is een kalme wind die opsteekt. Bax gaf dit werk door de combinatie houtblazers, cellisten en glissandi in de harppartij. Het hoofdthema, een chromatisch motief van drie noten is vrijwel direct te horen. Het wordt opgevolgd door het "andante con moto" waarbij (weer) harp en celesta ondersteuning geven aan althobo, fagot en altviool. Het centrale gedeelte bevat de ontwikkeling en doorwerking van de sonatevorm, een belangrijke partij is hier weggelegd voor de hoorn. De muziek stuurt aan op een climax, keert daarbij terug naar de lijnen en toonsoort g-mineur uit het begin en gaat vervolgens als een nachtkaars (pianissimo) uit met basklarinet en contrabas (morendo, een wegstervende lange noot), een enkele paukenslag en een aanslag op de harp.
Orkestratie:
- 1 piccolo, 3 dwarsfluiten, 2 hobo’s, 1 althobo, 3 klarinetten, 1 basklarinet, 2 fagotten, 1 contrafagot
- 4 hoorns, 3 trompetten, 3 trombones, 1 tuba
- pauken, 2 man/vrouw percussie, 2 harpen, celesta
- violen, altviolen, celli, contrabassen

In 2017 is een aantal opnamen in de handel:
- uitgave Lyrita: Adrian Boult met het London Philharmonic Orchestra, een historische en waarschijnlijk eerste opname van die werk uit november 1967, Bax schreef er anekdotisch over, dat het een woeste storm geweest moest zijn
- Uitgave Philips Records: Neville Marriner met Academy of St. Martin in the Fields
- Uitgave Chandos:  Bryden Thomson met het Ulster Orchestra in een opname van 1982
- Uitgave Naxos: David Lloyd-Jones met het Royal Scottish National Orchestra, een opname uit augustus 1995
- Uitgave Chandos: Vernon Handley met het BBC Philharmonic met een opname uit circa 2006

In tegenstelling tot deze (relatief) veel opnamen van dit werk van Bax, werd het maar twee keer gespeeld tijdens de Promsconcerten (gegevens augustus 2017); de eerste daarvan was op 6 september 1922, de laatste op 30 juli 2003, een concert ter gelegenheid van de vijftigste verjaardag van de kroning van koningin Elizabeth II van het Verenigd Koninkrijk.